# Spray (futebol)

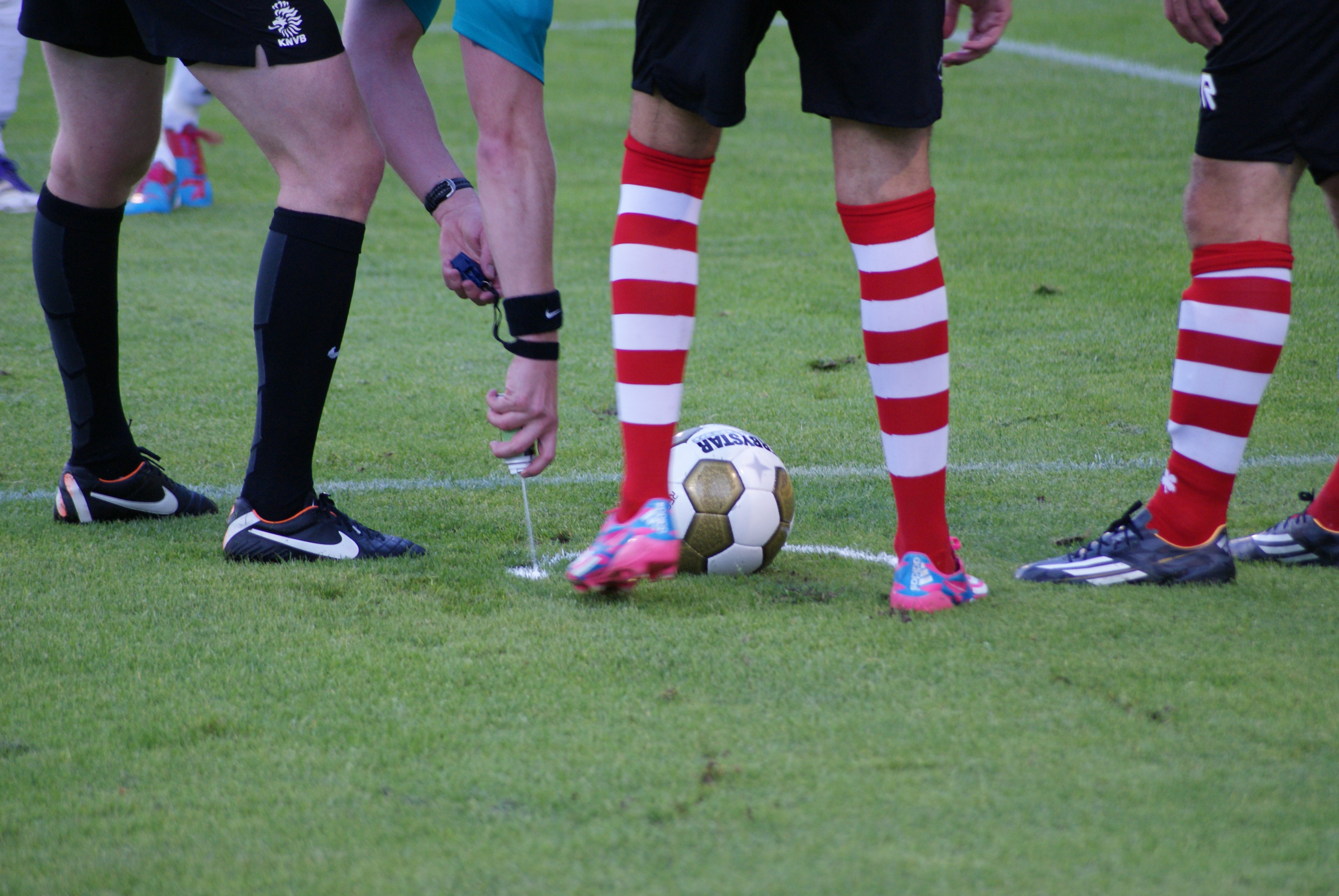
Uso do spray em uma partida entre o Achilles '29 e o Sparta Rotterdam, na Holanda.

No futebol, o spray é usado pela arbitragem para manter a barreira a 9,15m do local da cobrança de falta. O árbitro conta a distância regulamentar faz uma marcação na grama, ajudando-o a ver se a barreira andou ou não.
O spray foi batizado comercialmente de Spuni no Brasil, e 9-15 na Argentina. 

## O Spray
O spray é feito de uma espuma volátil biodegradável que pode durar por até um minuto sobre a grama.

## História
O adiantamento da barreira sempre gerou reclamações da equipe adversária, uma vez que, ao andar, a mesma não respeitava a distância delimitada nas regras do esporte.
Assim, para tentar eliminar esse problema, em 2000, Heine Allemagne, um inventor brasileiro, criou o spray (batizado por ele de Spuni) inspirado em uma espuma de barbear.
| “ | "Eu estava assistindo a um jogo, quando o comentarista Galvão Bueno falou sobre esse problema da barreira. Pensei em algo provisório e que fizesse uma linha reta. Então, lembrei da espuma de barbear, fiz o teste e deu certo. Mas pensei que não me dariam muita atenção." | ” |

Durante a Taça BH de Juniores de 2000, o spray foi usado em caráter experimental. Ainda no mesmo ano, a CBF autorizou o uso do spray na Copa João Havelange, mas os árbitros deveriam fazer um relatório. Em 2002, uma circular assinada por Armando Marques, presidente da Comissão de Árbitros da CBF, oficializou o uso obrigatório da ferramenta em todos os jogos promovidos pela entidade. A partir de 2011, o spray passou a ser usado em competições organizadas pela Conmebol, como a Copa Libertadores da América e a Copa América.
Em 2012, a FIFA aprovou o uso do equipamento. O spray foi usado como teste no Campeonato Mundial de Futebol Sub-17 de 2013 e no Campeonato Mundial de Futebol Sub-20 de 2013. Como seu uso foi bem-sucedido, foi também empregado na Copa do Mundo de Clubes da FIFA de 2013 e aprovado para Copa do Mundo FIFA de 2014.

### Parceria
Em 2009, o jornalista argentino Pablo Silva alegou para si a invenção do equipamento. Embora suas patentes nunca tenham sido concedidas, o inventor Heine Allemagne, que patenteou o spray em 44 países, propôs uma parceria: “Eu liguei, conversei e o convenci de que o melhor era a gente se unir. Para que o projeto chegasse na Fifa com a força da CBF e da AFA. Ou seja, Brasil e Argentina jogando juntos”, disse. Essa decisão pavimentou o caminho até a Fifa porque o spray passou a ser um projeto com o carimbo de CBF e AFA.

## Disputa judicial
Apesar reconhecimento da patente em 44 países e do sucesso da invenção em campo, o inventor Heine Allemagne nunca recebeu uma reparação da FIFA pelo uso do spray. Em 2021, a entidade foi condenada pelo Tribunal de Justiça do Rio de Janeiro por má-fé nas negociações para compra da patente. O desembargador Francisco de Assis Pessanha Filho apontou que a entidade "atuou em flagrante má-fé negocial, violando o nome da empresa autora e quedando-se inerte na concretização do negócio jurídico". O magistrado lembrou que a federação adotou medidas contraditórias, ao usar reiteradamente o produto de graça, enquanto a Spuni se colocou à disposição para transferência de expertise. "Não restou oferecida uma contrapartida condizente com a natureza da tecnologia", ressaltou.